# Іляву (парафія)
Іляву (порт. Ílhavo (São Salvador); МФА: [ˈi.ʎɐ.vu (ˈsɐ̃w saɫ.vɐ.ˈdoɾ)]) — парафія в Португалії, у муніципалітеті Іляву. Розташована в західній частині країни, на теренах історичної португальської провінції Бейра. Входить до складу округу Авейру. За адміністративним поділом, чинним до 1976 року, терени парафії були складовою провінції Берегова Бейра. Належить до Авейрівської діоцезії Католицької церкви. Патрон — Ісус Христос. Площа — 42,1729 км². Населення — 16597 ос. (2011). Середньо урбанізований регіон. Густота населення — 393,55 осіб/км²
. Код — 011004.

## Географія

Іляву (2013)
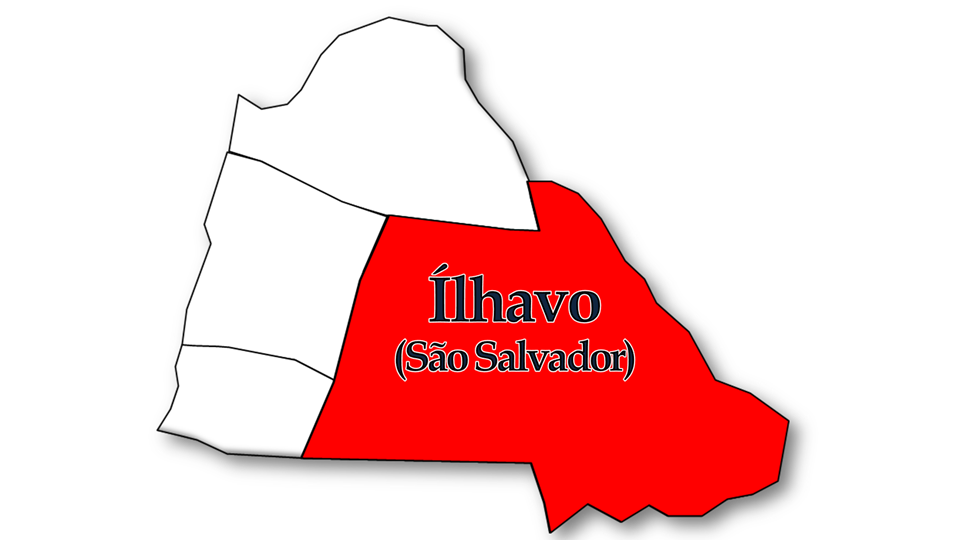
Іляву

## Населення
| Кількість мешканців | Кількість мешканців | Кількість мешканців | Кількість мешканців | Кількість мешканців | Кількість мешканців | Кількість мешканців | Кількість мешканців | Кількість мешканців | Кількість мешканців | Кількість мешканців | Кількість мешканців | Кількість мешканців | Кількість мешканців | Кількість мешканців |
| ------------------- | ------------------- | ------------------- | ------------------- | ------------------- | ------------------- | ------------------- | ------------------- | ------------------- | ------------------- | ------------------- | ------------------- | ------------------- | ------------------- | ------------------- |
| 1864                | 1878                | 1890                | 1900                | 1911                | 1920                | 1930                | 1940                | 1950                | 1960                | 1970                | 1981                | 1991                | 2001                | 2011                |
| 8.210               | 8.601               | 11.276              | 13.163              | 12.103              | 12.691              | 12.441              | 12.134              | 13.114              | 12.646              | 11.181              | 14.201              | 15.204              | 16.760              | 16.597              |